# イン・ザ・ハイツ (映画)
『イン・ザ・ハイツ』（In the Heights）は、2021年のアメリカ合衆国のミュージカル映画。監督はジョン・M・チュウ、出演はアンソニー・ラモス、メリッサ・バレラ、レスリー・グレイスなど。

## 概要
移民が多く住むニューヨークの町、ワシントンハイツの若者たちの苦悩と成長を描いている。2005年に初演されたミュージカル『イン・ザ・ハイツ』を映画化した作品である。
COVID-19パンデミックの影響を受けて、アメリカ合衆国では2021年6月10日にワーナー・ブラザース・ピクチャーズから劇場公開され、同時にHBO Maxでの1か月間の同時配信公開も行われた。日本では同年7月30日から劇場公開された。

## ストーリー
マンハッタンのワシントンハイツ地区。ウスナビ・デ・ラ・ヴェガは同地で食料品店を営んでいた。ウスナビは大物になることを夢見ていたが、これといって取り柄のない青年であった。ウスナビの近所には、怠惰な従弟のソニー、母親代わりの存在であるアブエラ、サロンを営むダニエラとカーラ、2人のサロンで働くバネッサ、タクシー会社を経営するケビン・ロザリオとその妻カミラが住んでいた。そんなある日、ロザリオ家の一人娘、ニーナが実家に帰ってきた。スタンフォード大学に進学したニーナは地区住民の希望の星だったが、ある問題を抱えていたのである。

## キャスト
※括弧内は日本語吹替。
- ウスナビ・デ・ラ・ヴェガ - アンソニー・ラモス（木村昴）
- バネッサ・モラレス[注釈 1] - メリッサ・バレラ（英語版）（佐古真弓）
- ニーナ・ロザリオ - レスリー・グレイス（英語版）（清水理沙）
  - 少女時代のニーナ - アリアナ・グリーンブラット
  - 12歳のニーナ - アリアナ・S・ゴメス
- ベニー - コーリー・ホーキンズ（三宅健太）
- アブエラ・クラウディア - オルガ・メレディス（伊沢磨紀）
- ケビン・ロザリオ - ジミー・スミッツ（小原雅人[7]）

ニーナの父親。
- ソニー・デ・ラ・ヴェガ - グレゴリー・ディアス4世（英語版）（永竹功幸）

ウスナビの従弟。
- ダニエラ - ダフネ・ルービン＝ヴェガ
- カーラ - ステファニー・ベアトリス（英語版）
- クカ - ダーシャ・ポランコ
- グラフィティ・ピート - ノア・カターラ
- ピラグエロ - リン＝マニュエル・ミランダ

ピラグア売りの男。
- アレハンドロ - マテオ・ゴメス（辻親八）

ウスナビの会計士。
- ギャポ・デ・ラ・ヴェガ - マーク・アンソニー

ソニーの父親。
- アイリス・デ・ラ・ヴェガ - オリヴィア・ペレス

ウスナビとバネッサの娘。
- ミスター・ソフティ - クリストファー・ジャクソン（英語版）

## 製作
2008年11月7日、ユニバーサル・ピクチャーズがミュージカル『イン・ザ・ハイツ』の映画化を進めており、2011年の全米公開を目指していると報じられた。2009年12月、ケニー・オルテガが監督に起用された。ところが、この企画は頓挫してしまった。2012年1月、リン＝マニュエル・ミランダが『イン・ザ・ハイツ』の映画化が再度検討されていると述べた。2016年5月31日、マニュエル＝ミランダがワインスタイン・カンパニー（TWC）とタッグを組んで『イン・ザ・ハイツ』の映画化に着手したとの報道があった。
2017年10月、TWCの創業者、ハーヴェイ・ワインスタインからセクハラを受けたとの告発が相次ぎ、その影響で経営困難に陥ったTWCは本作の権利を手放すことになった。入札の結果、ワーナー・ブラザース映画が5000万ドルで本作の権利を獲得した。
2018年10月10日、アンソニー・ラモスが本作に出演することになったと報じられた。11月5日、リタ・モレノが本作の出演交渉に臨んでいると報じられたが、後に誤報だったことが判明した。
2019年1月30日、コーリー・ホーキンズの出演が決まったとの報道があった。4月、ジミー・スミッツ、メリッサ・バレラ、レスリー・グレイス、オルガ・メレディス、グレゴリー・ディアス、ダフネ・ルービン＝ヴェガ、ステファニー・ベアトリスらが起用された。6月、リン・マニュエル＝ミランダとマーク・アンソニーがキャスト入りした。同月3日、本作の主要撮影がニューヨークで始まった。
2021年6月11日、本作のサウンドトラックが発売された。

## マーケティング
2019年12月11日、本作のティーザー・トレイラーとポスターが公開された。12日、本作のオフィシャル・トレイラーが公開された。
当初、本作は2020年6月26日に全米公開される予定だった。しかし、3月中旬、アメリカで新型コロナウイルスが流行し、多くの映画館が閉鎖されるという事態に陥った。同月24日、そうした事態を受けて、ワーナー・ブラザースは本作の公開を延期すると発表した。4月21日、本作の全米公開日が2021年6月18日に設定された。その後、予定より早く公開することが発表され、2021年6月11日に公開された。

## 興行収入
本作は『ピーターラビット2/バーナバスの誘惑』と同じ週に封切られ、公開初週末に2500万ドルから3500万ドルを稼ぎ出すと予想されていたが、実際の数字は予想を大幅に下回るものとなった。2021年6月11日、本作は全米3456館で公開され、公開初週末に1150万ドルを稼ぎ出し、週末興行収入ランキング初登場4位となった。

## 評価
本作は批評家から絶賛されている。映画批評集積サイトのRotten Tomatoesには338件のレビューがあり、批評家支持率は95%、平均点は10点満点で8.3点となっている。サイト側による批評家の見解の要約は「眩いばかりの演出と劇中歌のお陰で、一際輝く作品に仕上がっている。『イン・ザ・ハイツ』は伝統とコミュニティの素晴らしさを歓喜と共に讃えている。」となっている。また、Metacriticには55件のレビューがあり、加重平均値は84/100となっている。なお、本作のCinemaScoreはAとなっている。